# Space Odyssey
Space Odyssey, officiellement Space Odyssey: Voyage to the Planets, est un téléfilm documentaire britannique écrit et réalisé par Joe Ahearne (en) diffusé en 2004. sur la BBC.
Évoquant un voyage habité à travers le système solaire, Space Odyssey a été produit par Christopher Riley (en) pour la British Broadcasting Corporation (BBC).

## Fiche technique
- Titre : Space Odyssey: Voyage to the Planets
- Titre original :
- Réalisation :	Joe Ahearne (en)
- Scénario :  Joe Ahearne (en)
- Photographie :  Nick Dance
- Montage :  Jason Krasucki
- Musique :  Don Davis
- Direction artistique :  Jamie Campbell
- Costumes :  Alison Forbes-Meyler
- Producteur :  Christopher Riley
- Société de production :  British Broadcasting Corporation
- Langue :  Anglais
- Genre : Documentaire
- Durée : 118 minutes
- Dates de diffusion :
  -  Royaume-Uni : 9 novembre 2004
  -  Allemagne : 9 novembre 2004

## Distribution
- David Suchet : le narrateur (voix)
- Martin McDougall : Tom Kirby, le commandant de la mission
- Joanne McQuinn : Zoë Lessard, exogéologue
- Rad Lazar : Yvan Grigorev, mécanicien de bord
- Mark Dexter : John Pearson, médecin de la mission
- Michelle Joseph : Nina Sulman, exobiologiste
- Mark Tandy : Alex Lloyd, directeur scientifique
- Hélène Mahieu : Claire Granier, chirurgien en chef de la mission
- Lourdes Faberes : Isabel Liu, officier de la dynamique de vol
- John Schwab : Larry Conrad, Capsule Communicator
- Colin Stinton : Fred Duncan
- Rodolfo Jiménez : Extra (non crédité)
- Maurice Nathan Weert : responsable des systèmes EVA de contrôle au sol (non crédité)